# Expedició Donner

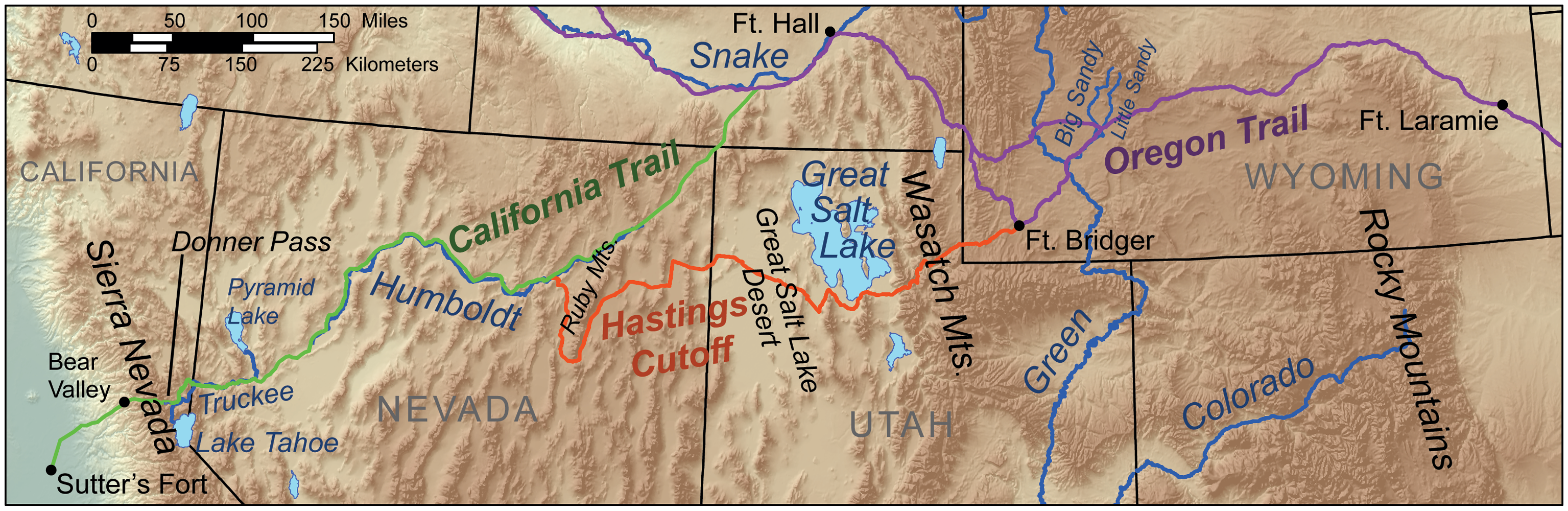
Mapa de la ruta seguida per l'expedició Donner.

L'expedició Donner (en anglès Donner Party) va ser un famós episodi protagonitzat per colonitzadors nord-americans (pioneers) que anaven cap a Califòrnia i va posar fi a la vida de gran part d'ells (de 87 expedicionaris en van sobreviure 48) encara que, per a sobreviure, van recórrer al canibalisme.
Aquests fets van impressionar als estatunidencs d'aquella època i fins a l'actualitat.
Els fets van passar l'hivern de 1846-1847 quan els expedicionaris es van veure atrapats per una forta nevada primerenca (del mes de novembre) a la Sierra Nevada dels Estats Units prop del llac anomenat aleshores Truckee i actualment llac Donner, que els va deixar aïllats i sense reserves d'aliments.
El colonitzador Lansford W. Hastings que arribà a Califòrnia el 1842 va publicar una guia per a colonitzadors on va descriure la ruta directa entre la Gran Conca, que podria portar emigrants a través de les Muntanyes Wasatch travessant el Desert del Gran Llac Salat (Great Salt Lake Desert). Aquesta és la ruta que va seguir l'expedició Donner que resultava més llarga que la tradicional. La part més difícil del viatge estava a la Sierra Nevada dels Estats Units que rep molta neu de la humitat de l'Oceà Pacífic.
A l'autobiografia de Charles Chaplin afirma que aquesta història és la que va inspirar l'argument de la pel·lícula La quimera de l'or (1925).